# 鶴澤清八
鶴澤 清八（つるさわ せいはち）は、義太夫節三味線方の名跡。

## 初代
鶴澤安治郎（安次郎） ⇒ 初代鶴澤清八 ⇒ 五代目鶴澤蟻鳳 ⇒ 初代鶴澤清八 ⇒ 初代鶴澤叶 ⇒ 初代鶴澤清八
三代目鶴澤清七門弟。本名佐久間清八。出生地は大阪市東区北久太郎町。
「清七門弟にて大坂産也天保七年申七月稲荷文楽芝居にて梅魁苔八総此時初て出座致し出勤怠らず」と『増補浄瑠璃大系図』は、天保7年（1836年）を初舞台とするが、天保5年（1834年）4月いなり社内『彦山権現誓助剣』他の番付に鶴澤安次郎の名があり、下2枚目に師初代鶴澤勝右衛門の名がある。確かに天保7年（1836年）7月『梅魁苔八総』にも鶴澤安次郎の名はあるが、前述の通り天保5年（1837年）より稲荷境内の芝居（文楽の芝居）に鶴澤安次郎の名があるので、この時を初出座とするのは誤りである。以降も師と共に文楽の芝居へ出座する。
天保13年（1842年）稲荷社内東芝居太夫竹本綱太夫『義経千本桜』他で安次郎事初代鶴澤清八を襲名。鶴澤清八の名は上3枚目に位置している。同芝居で定次郎事二代目鶴澤豊吉も襲名（後の四代目伝吉）師初代勝右衛門は筆末に座っている。
そもそも鶴澤安治郎（安次郎）の名跡は、名乗った者が多く代数は不明だが、初代伝吉（三代目文蔵）の倅や初代鶴澤勝七が前名として名乗っている。初代勝七が文政11年（1828年）に鶴澤安次郎から初代鶴澤勝七に改めて後、天保年間に鶴澤安次郎を名乗っているため、初代勝七の前名として鶴澤安次郎を名乗ったことは明らかだが、鶴澤勝七の名跡は、初代勝七が芝居を引退し、西宮へ引っ込み勝鹿斎を名乗った際、弟弟子の初代鶴澤清六に鶴澤勝七の名跡を預けため、この鶴澤安次郎は鶴澤勝七を名乗ることは出来なかった。後に初代鶴澤清六の門弟の初代鶴澤玉助が二代目鶴澤勝七を襲名している。そのため、安次郎は新たに鶴澤清八の名跡を興した。同年9月西之宮芝居『本朝廿四孝』他の番付にも安次郎事鶴澤清八とある。
天保14年（1843年）12月道頓堀若太夫芝居『祇園祭礼信仰記』他下2枚目に鶴澤清八があり、（筆頭が四代目伝吉改四代目鶴澤友治郎、筆末が初代吉左衛門）、山城少掾の番付書き込みに「清八トアルハ初代ニテ女義小清ノ父也」とある。
弘化3年（1846年）7月道頓堀竹田芝居『嬢景清八島日記』「日向島の段 切」で三代目豊竹巴太夫を弾き、清八事五代目鶴澤蟻鳳を襲名。巴太夫の太夫付となっている。しかし同年4月上旬の徳島の巡業で三代目巴太夫を弾く鶴澤蟻鳳の名があるため、大坂での襲名披露が7月となった。
しかし弘化4年（1847年）2月紀州の巡業で『伊賀越』「八つ目（岡崎） 切」の三代目巴太夫を弾く鶴澤清八の名があるため、すぐに五代目蟻鳳から初代清八に復したことがわかる。
同年9月の道頓堀竹田芝居『木下蔭狭間合戦』では、「竹中砦の段 切」の初代竹本大住太夫の太夫付に鶴澤清八とあるため、1年前に襲名披露をした道頓堀竹田芝居でも初代鶴澤清八に復している。翌10月同座『妹背山婦女庭訓』では三味線筆下へ。筆頭は三代目伝吉（後の五代目友次郎）。
しかし、『此君帖』は、弘化4年（1847年）に初代鶴澤叶になり、後に初代鶴澤清八に復し、その後に、五代目蟻鳳となり、嘉永元年（1848年）に初代清八に復したとするが、弘化4年（1847年）4月の「三都太夫三味線人形見競鑑」の東前頭に「清八事鶴澤叶」とあるため、清八から初代鶴澤叶を襲名している。初代鶴澤叶の襲名披露の芝居は『義太夫年表近世篇』では確認できないが、弘化4年（1847年）4月以降の三代目巴太夫の東京下りに従った際と可能性として上げられる。また、嘉永元年（1848年）「三都太夫三味線人形改名録」が「安次郎 蟻鳳 叶改 鶴澤清八」としていることから、五代目蟻鳳の次に初代叶を名乗ったことが確認でき、五代目蟻鳳から初代清八を挟み初代叶また初代清八に復す改名歴が確定する。
弘化5年（1848年）正月同座『本朝廿四孝』他では初代大住太夫の太夫付に戻り、「謙信館の段 切」を弾いた。以降も初代大住太夫の太夫付が続く。
同年の見立番付「てんぐ噺」には「氏景図玉藻前は器量よし朝日のたもとのぼるいきおひ　竹本大住太夫　鶴澤清八」とある。
安政元年（1854年）の正月見立番付では東前頭筆頭だが、同年の別の見立番付では西関脇に清八が座っている。見立番付には「江戸　鶴澤清八」とあり、この頃江戸にいたことがわかる。安政3年（1856年）正月江戸堺町楽屋新道五鱗亭『絵本太閤記』「妙心寺の段 切」で竹本大和太夫を弾いている。慶応4年（1868年）の見立番付でも西関脇に江戸鶴澤清八とあり、江戸にいたことがわかる。「芝居へ迎は出勤なく引込居られしが今に息災にて暮し居らるヽ也」と『増補浄瑠璃大系図』は記す。
明治19年（1886年）10月4日没。享年65歳。鶴清院顕誉順性信士。墓所は東京浅草栄久町仙蔵寺。
門弟に二代目鶴澤吉左衛門（鶴澤万八）、二代目鶴澤叶（初代鶴太郎、六代目染太夫の倅）他がいる。孫弟子に初代鶴澤道八（二代目鶴澤吉左衛門門弟）。曾孫弟子に四代目鶴澤清六・二代目鶴澤道八がいる（初代道八門弟）。

## 二代目
二代目鶴澤鶴五郎 ⇒ 四代目鶴澤鶴太郎 ⇒ 四代目鶴澤叶 ⇒ 二代目鶴澤清八
三代目鶴澤清六（三代目鶴澤叶)の門弟。『鶴澤叶聞書』の著者。
明治12年（1879年）3月11日生まれ。本名を奥田徳松。「父素人として嗜み深く、始めは父に手解きを受け、9才鶴澤森助に習う。」と『義太夫年表大正篇』にある。
明治23年（1890年）5月御霊文楽座『五天竺』他で二代目鶴澤鶴五郎として初出座。
明治32年（1899年）2月御霊文楽座『日吉丸雅櫻』他で二代目鶴五郎改四代目鶴澤鶴太郎を襲名。
明治35年（1902年）6月御霊文楽座『夏祭浪花鑑』他で三味線欄外へ。
大正2年（1913年）御霊文楽座『絵本太功記』他で四代目鶴太郎改四代目鶴澤叶を襲名。
昭和17年（1942年）3月四ツ橋文楽座『曲輪文章』「吉田屋の段」の掛け合いのシンを勤め二代目鶴澤清八を襲名。
師三代目叶が、二代目鶴澤清七の前名である鶴澤勝治郎の三代目の襲名を志すが叶わず、初代鶴澤清六の娘の鶴澤きくが一代限りの約束で三代目鶴澤清六を襲名させたため、門弟の四代目叶に鶴澤清六を襲名する権利はなかったため、初代叶が名乗って以降継ぐ者がなかった鶴澤清八の名跡を二代目として名乗った。
「今の清六さんが、徳太郎さんから四代目清六さんになられた當時、清六の高弟であつて何故清六を継がないのかといふお尋ねを諸方からうけて困りました。
　しかし、それはかういふわけであつたのです。清六といふ名は、代々叶にはゆかりのない名であつたのですが、法善寺の三代目津太夫さんの御内儀さんが初代清六さんの娘さんでありまして、そのお方が師匠を見込んで賴まれたので、師匠－－當時叶－－は三代目清六を継いだのであります。
　清六といふ名は立派な名であつたのですが、二代目清六さんは東京にゐられて、申憎いことでありますが、清六の名を小ひさくしてしまはれたのでした。それで津太夫さんの御内儀の、師匠へのお賴みは、「清六といふ名をあんたに磨いて貰ひたい。そしてあんたに門人もあるが、この名はあんた一代でこちらへ返してほしい。こちらの孫娘に三味線弾きを貰ふて四代目を継がしたいから－－」といふのでありました。師匠はそれを承知して引受けられたのであります。
　師匠清六は前申したやうな次第で、門人一同に何の御遺言もなくお亡くなりになりましたが、師匠が襲名の事情はかねて師匠から承つておりましたので、未亡人とも談合の上、清六の名は法善寺の方へお返ししたのです。今の四代目清六さんの御内儀さんは法善寺津太夫さんのお孫さんです。師匠は、約束どほり立派に清六といふ名に磨きをかけられたのでありました。」ー『鶴澤叶聞書』。
四代目竹本大隅太夫を長く弾く。昭和45年 (1970年)1月16日没。
門弟に鶴澤叶太郎がいるが、生涯を叶太郎で通したため、鶴澤叶や鶴澤清八を襲名することはなかった。そのため、名跡を当時の鶴澤清六家の当主である坪井澤一（二代目鶴澤道八）が預かり、自身の門弟であり後に息子の初代鶴澤清治の門弟となった鶴澤八介が三代目鶴澤清八を襲名するはずであったが（鶴澤叶太郎の遺品を預かっていた）、平成13年（2001年）49歳で夭逝した。